# Offerfonden
Offerfonden er en pengepulje der støtter projekter og aktiviteter som styrker viden eller indsatsen i forbindelse med ofre for forbrydelser eller trafikofre. Offerfonden støtter ikke ofre direkte.
Tiltaget til Offerfonden blev diskuteret i 2012 af daværende justitsminister Morten Bødskov. Debatten var især begyndt da Malene Duus stod offentlig frem med sin historie.
Puljen blev oprettet af Folketinget med virkning fra den 1. januar 2014 og administreres af Rådet for Offerfonden der har adresse hos Civilstyrelsen i Viborg.
Rådet for Offerfonden består af tre medlemmer og de nuværende er advokat Karoline Normann som formand, overlæge Ole Brink og direktør og cand.jur. Søren Grunnet Løvenlund.

## Udvalgt støtte
- Kvinder gør modstand[3]
- UlykkesLinjen, Ulykkespatientforeningen[4]
- CaféQ, Røde Kors[5]

### Rapporter
- Ask Elklit; Mark Shevlin; Jamie Murphy; Philip Hyland; Siobhan Murphy; Shelley Fletcher (2016), Behandling af psykologiske følger efter seksuelle overgreb i barndommen (PDF), Odense: Syddansk Universitet, Wikidata  Q105720077
- Tinne Steffensen; Nikolaj Nielsen (2020), Voldsofre med psykiske og kognitive handicap. En undersøgelse af barrierer i straffesager, Wilders Plads: Institut for Menneskerettigheder, ISBN 978-87-93893-66-5, Wikidata  Q105720287
- Lars Holmberg; Ida Helene Asmussen; Lin Adrian; Louise Victoria Johansen (oktober 2020), Forurettedes møde med retssystemet - fra anmeldelse til afgørelse (PDF), Københavns Universitet, Wikidata  Q105719921

### Tidsskriftsartikler
- Christian Gunge Riberholt; Vibeke Wagner; Jane Lindschou; Christian Gluud; Jesper Mehlsen; Kirsten Møller (13. august 2020), "Early head-up mobilisation versus standard care for patients with severe acquired brain injury: A systematic review with meta-analysis and Trial Sequential Analysis", PLOS ONE, 15 (8): e0237136, doi:10.1371/JOURNAL.PONE.0237136, PMC 7425882, PMID 32790771, Wikidata  Q98459647